# Ala di Stura
Ala di Stura é uma comuna italiana da região do Piemonte, província de Turim, com cerca de 477 habitantes. Estende-se por uma área de 45 km², tendo uma densidade populacional de 11 hab/km². Faz fronteira com Groscavallo, Chialamberto, Ceres, Balme, Mezzenile, Lemie.

## Demografia
| Variação demográfica do município entre 1861 e 2011                               |
|                                                                                   |
| Fonte: Istituto Nazionale di Statistica (ISTAT) - Elaboração gráfica da Wikipedia |